# Burkhard Pape
Burkhard Pape (* 30. Oktober 1932 in Magdeburg; † 1. Februar 2024 in Pullach im Isartal) war ein deutscher Fußballspieler und -trainer. Nach einer kurzen Spielerkarriere trainierte er als Entwicklungshelfer fast 40 Jahre lang Fußballnationalmannschaften aus Asien, Afrika und dem pazifischen Raum.

## Leben
Pape erlernte den Beruf des Elektrikers und war in frühen Jahren DDR-Juniorenmeister im Zehnkampf. Nach den Aufstand vom 17. Juni 1953 geriet er in Spionageverdacht und wurde festgenommen. Nach seiner Freilassung floh er in die Bundesrepublik.

## Karriere

### Als Spieler
Pape spielte in seiner Karriere für Hannover 96, VfR Neumünster und dem FSV Frankfurt. Dabei bevorzugte er die Position auf dem rechten Flügel. Von 1955 bis 1957 absolvierte er bei Neumünster in der damals erstklassigen Fußball-Oberliga Nord 39 Ligaspiele und erzielte fünf Tore. Anschließend besuchte er die Sporthochschule Köln, wo er 1959 bei Hennes Weisweiler die Ausbildung zum Trainerexamen zu absolvierte.

### Als Trainer
Von 1959 bis 1966 war Burkhard Pape Verbandstrainer des Nordbadischen Fußballverbandes in Karlsruhe, mit Sitz in der Sportschule Schöneck. Im Juni und Juli 1961 trainierte Pape die Baden Amateur All-Stars, mit denen er durch den Nordosten der USA reiste und fünf von sechs Spielen gewinnen konnte.
1966 erhielt Pape von der Bundesregierung und dem DFB den Auftrag, als Fußballlehrer als Langzeitprojekt im westafrikanischen Sierra Leone zu leiten. 1968 wurde er Trainer von Uganda und gewann 41 von 70 Spielen. 1972 verließ er Uganda. Zwischen 1975 und 1977 trainierte er als Nachfolger von Dettmar Cramer die ägyptische Nationalmannschaft.
Anschließend verließ Pape Afrika und trainierte einige asiatische und pazifische Nationalmannschaften wie von Sri Lanka, Indonesien, Thailand, Papua-Neuguinea und Tuvalu.
Im Jahr 2000 kehrte er nach Afrika zurück, um die tansanische Nationalmannschaft im Four Nation Castle Lager Cup zu trainieren.
Kurz nach seiner Rückkehr nach Deutschland im Jahr 2003 wurde er Trainer der C2-Junioren und C-Juniorinnen des SV Pullach.
Im Alter von 91 Jahren starb Burkhard Pape am 1. Februar 2024 in Pullach im Isartal.

## Erfolge und Ehrungen
Zu seinen größten Erfolgen gehörte der viermalige Sieg mit Uganda beim Ostafrika-Cup sowie der ebenfalls viermalige Sieg mit den U-18-Nationalmannschaften von Indonesien und Thailand beim Asien-Cup.
Für seine damals 30-jährige Tätigkeit als Entwicklungshelfer im Bereich Fußball erhielt Pape 1995 das Bundesverdienstkreuz am Bande.